# Dorothea Brandt
Dorothea Brandt (* 5. März 1984 in Bremervörde) ist eine ehemalige deutsche Schwimmerin. Sie startete in den Disziplinen Freistil, Schmetterling und Brust vor allem über die Sprintstrecken (50-m- und 100-m-Distanzen).
Sie nahm an den Olympischen Spielen 2004 in Athen und an den Olympischen Spielen 2016 in Rio de Janeiro teil. Insgesamt gewann Dorothea Brandt seit 2001 bei internationalen Meisterschaften 25 Medaillen und 56 Medaillen bei Deutschen Meisterschaften, dabei wurde sie 28 Mal Deutsche Meisterin.

## Leben

### Schwimmkarriere
Dorothea Brandt begann im Alter von 13 Jahren beim TSV Eiche Warstade, jetzt SC Hemmoor, mit dem Schwimmen. Im September 2000 wechselte sie an den Olympiastützpunkt Hamburg, um dort bei Dirk Lange zu trainieren.
Im September 2003 zog Brandt nach Berlin und trainierte bei der SG Neukölln Berlin in der Trainingsgruppe von Norbert Warnatzsch, ehe sie im September 2009 in die Gruppe von Gerd Eßer, Steffen Zesner und Lasse Frank wechselte. In jenem Jahr gewann sie ihre erste internationale Einzelmedaille bei den Kurzbahneuropameisterschaften in Istanbul/Türkei (Bronze über 50 m Freistil mit deutschem Rekord). Ebenfalls 2009 gewann sie bei der Universiade in Belgrad/Serbien die Silbermedaille über 50 m Freistil und 2010 wurde sie in Eindhoven/Niederlande Kurzbahneuropameisterin über 50 m Brust. 2014 gewann sie die Bronzemedaille über 50 m Freistil bei den Kurzbahnweltmeisterschaften in Doha/Katar.
Dorothea Brandt war von 2007 bis 2012 Athletensprecherin der Schwimmerinnen und Schwimmer im Berliner Schwimm-Verband und von 2010 bis 2015 Athletensprecherin der Schwimmerinnen und Schwimmer im Deutschen Schwimm-Verband. 
Dorothea Brandt war seit August 2012 Sportsoldatin bei der Bundeswehr und an der Sportschule der Bundeswehr in Warendorf stationiert. Im Oktober 2012 wechselte sie erneut an den Bundesstützpunkt Essen. Dort wird sie zur Zeit von Nicole Endruschat und Mark Warnecke trainiert.
Dorothea Brandt war deutsche Rekordhalterin 50 m Freistil (25-m-Bahn) und war deutsche Rekordhalterin über 50 m Brust (50-m-Bahn) und 50 m Schmetterling (50-m-Bahn). Mit der Nationalmannschaft hielt sie den deutschen Rekord über 4 × 50 m Freistil (25-m-Bahn), mit der Staffel der SG Hamburg den deutschen Rekord über 4 × 50 m Freistil (50-m-Bahn).

### Sonstiges
Brandt schrieb sich an der Ruhr-Universität Bochum ein, um Psychologie zu studieren.
Bei den Olympischen Sommerspielen 2024 in Paris ist Brandt als TV-Expertin der Sportschau tätig und kommentiert Wettkämpfe im Schwimmen.

## Erfolge

### Olympische Spiele
Olympischen Spiele 2016 in Rio de Janeiro (Brasilien)
- Platz 14 über 50 m Freistil

Olympische Spiele 2004 in Athen (Griechenland)
- Platz 16 über 50 m Freistil

### Weltmeisterschaften
Weltmeisterschaften 2013 in Barcelona (Spanien)
- Platz 8 über 50 m Freistil (24,81 s)
- Platz 8 über 4 × 100 m Freistil (deutscher Rekord)

### Europameisterschaften
Kurzbahneuropameisterschaften 2013 in Herning
- Platz 2 über 4 × 50 m Lagen

Kurzbahneuropameisterschaften 2011 in Stettin (Polen)
- Platz 2 über 50 m Brust
- Platz 1 über 4 × 50 m Freistil

Kurzbahneuropameisterschaften 2010 in Eindhoven (Niederlande)
- Platz 1 über 50 m Brust
- Platz 2 über 4 × 50 m Freistil
- Platz 2 über 4 × 50 m Lagen

Kurzbahneuropameisterschaften 2009 in Istanbul (Türkei)
- Platz 3 über 50 m Freistil
- Platz 3 über 4 × 50 m Freistil

Kurzbahneuropameisterschaften 2008 in Rijeka (Kroatien)
- Platz 3 über 4 × 50 m Freistil

Kurzbahneuropameisterschaften 2007 in Debrecen (Ungarn)
- Platz 2 über 4 × 50 m Freistil

Kurzbahneuropameisterschaften 2005 in Triest (Italien)
- Platz 7 über 50 m Freistil
- Platz 2 über 4 × 50 m Lagen (deutscher Rekord)
- Platz 3 über 4 × 50 m Freistil

Kurzbahneuropameisterschaften 2004 in Wien (Österreich)
- Platz 6 über 50 m Freistil
- Platz 2 über 4 × 50 m Freistil (deutscher Rekord)
- Platz 2 über 4 × 50 m Lagen (deutscher Rekord)

Kurzbahneuropameisterschaften 2002 in Riesa (Deutschland)
- Platz 5 über 50 m Freistil
- Platz 3 über 4 × 50 m Freistil

### Deutsche Meisterschaften
Deutsche Meisterschaften 2014 in Berlin
- Platz 1 über 100 m Freistil (0:55,05 min)
- Platz 1 über 50 m Schmetterling (0:26,40 min)
- Platz 1 über 50 m Brust (0:30,90, im Vorlauf 0:30,77 min)
- Platz 1 über 50 m Freistil (0:24,82 min)

Deutsche Kurzbahnmeisterschaften 2013 in Wuppertal
- Platz 1 über 50 m Freistil (0:24,18 min)

Deutsche Meisterschaften 2013 in Berlin
- Platz 1 über 50 m Freistil (0:24,51 min)
- Platz 1 über 50 m Schmetterling (0:26,63 min)

Deutsche Kurzbahnmeisterschaften 2012 in Wuppertal
- Platz 1 über 50 m Brust (0:30,77 min)
- Platz 3 über 50 m Freistil (0:24,73 min)

Deutsche Meisterschaften 2012 in Berlin
- Platz 3 über 50 m Freistil (0:25,45 min)

Deutsche Meisterschaften 2011 in Berlin
- Platz 2 über 50 m Freistil (0:24,78 min)
- Platz 1 über 50 m Brust (0:30,83 min)

Deutsche Meisterschaften 2010 in Berlin
- Platz 1 über 50 m Freistil (0:24,88 min)
- Platz 1 über 50 m Brust (0:31,69 min)
- Platz 5 über 100 m Freistil (0:55,64 min)

Deutsche Kurzbahnmeisterschaften 2009 in Essen
- Platz 1 über 50 m Freistil (0:24,03 min)
- Platz 2 über 50 m Brust (0:30,22 min)
- Platz 4 über 100 m Freistil (0:53,83 min)

Deutsche Meisterschaften 2009 in Berlin
- Platz 2 über 50 m Freistil (0:25,05 min)
- Platz 5 über 100 m Freistil (0:55,36 min)

Deutsche Kurzbahnmeisterschaften 2008 in Essen
- Platz 1 über 50 m Freistil (0:24,61 min)

Deutsche Kurzbahnmeisterschaften 2007 in Essen
- Platz 2 über 50 m Freistil

Deutsche Meisterschaften 2007 in Berlin
- Platz 2 über 50 m Freistil

Deutsche Kurzbahnmeisterschaften 2005 in Essen
- Platz 1 über 50 m Freistil

Deutsche Meisterschaften 2005 in Berlin
- Platz 2 über 50 m Freistil

Deutsche Kurzbahnmeisterschaften 2004 in Essen
- Platz 1 über 50 m Freistil
- Platz 3 über 100 m Freistil

Deutsche Meisterschaften 2004 in Berlin
- Platz 2 über 50 m Freistil

Deutsche Meisterschaften 2003 in Hamburg
- Platz 5 über 50 m Freistil

Deutsche Kurzbahnmeisterschaften 2002 in Goslar
- Platz 2 über 50 m Freistil

Deutsche Meisterschaften 2001 in Braunschweig
- Platz 4 über 50 m Freistil

### Sonstige Meisterschaften
Universiade 2007 in Bangkok
- Platz 10 über 50 m Freistil

## Rekorde

### Bestzeiten 50-m-Bahn
- 50 m Freistil – 0:24,51 min (8. April 2013 | Berlin)
- 100 m Freistil – 0:54,82 min (27. April 2013 | Berlin)
- 50 m Brust – 0:30,77 min (2. Mai 2014 | Deutsche Meisterschaften 2014 | Berlin)
- 50 m Rücken – 0:32,15 min (26. Januar 2013 | Essen)
- 50 m Schmetterling – 0:26,40 min (2. Mai 2014 | Deutsche Meisterschaften 2014 | Berlin)
- 100 m Schmetterling – 1:06,00 min (20. Januar 2013 | Luxemburg)

### Bestzeiten 25-m-Bahn
- 50 m Freistil – 0:24,14 min (15. Dezember 2013 | Kurzbahneuropameisterschaften 2013 | Herning/Dänemark)
- 100 m Freistil – 0:53,68 min (22. November 2013 | Deutsche Kurzbahnmeisterschaften 2013 | Wuppertal)
- 50 m Brust – 0:30,25 min (23. November 2013 | Deutsche Kurzbahnmeisterschaften 2013 | Wuppertal)
- 100 m Brust – 1:09,93 min (22. November 2013 | Deutsche Kurzbahnmeisterschaften 2013 | Wuppertal)
- 50 m Rücken – 0:31,80 min (21. September 2013 | Essen)
- 50 m Schmetterling – 0:26,69 min (13. Dezember 2013 | Kurzbahneuropameisterschaften 2013 | Herning/Dänemark)
- 100 m Schmetterling – 1:03,32 min (21. September 2013 | Essen)
- 100 m Lagen – 1:02,82 min (24. November 2013 |Deutsche Kurzbahnmeisterschaften 2013 | Wuppertal)

### Nationale Rekorde
| Deutsche Rekorde (2)                                               | Deutsche Rekorde (2) | Deutsche Rekorde (2) | Deutsche Rekorde (2)                         |
| ------------------------------------------------------------------ | -------------------- | -------------------- | -------------------------------------------- |
| 4 × 50 m Freistil (Kurzbahn) (mit Samulski, Vitting und Schreiber) | 01:36,73 min         | 11. Dezember 2009    | Kurzbahneuropameisterschaften 2009, Istanbul |
| 50 m Brust (Langbahn)                                              | 00:30,77 min         | 2. Mai 2014          | Deutsche Meisterschaften, Berlin             |